# Bernhard Seuffert
Bernhard Seuffert, född den 23 maj 1853 i Würzburg, död den 15 maj 1938 i Graz, var en tysk-österrikisk germanist.
Seuffert blev 1886 e.o. och 1892 ordinarie professor i Graz i tyska språket och litteraturen. 
Seuffert behandlade Maler Müller (1877), Legende von der pfalzgräfin Genovefa (samma år) och Wieland (flera arbeten) samt var mycket verksam som utgivare (Wieland, Goethe)
och redaktör av tidskrifter och serier ("Deutsche literaturdenkmale der 18. und 19. jahrhunderte", 1881-90. "Vierteljahrsschrift für literaturgeschichte", 1888-93 och "Grazer studien" 1895 ff.).